# Albuca
Albuca is een geslacht uit de aspergefamilie (Asparagaceae). De meeste soorten komen voor in zuidelijk en oostelijk Afrika. Enkele soorten komen voor in noordelijk Afrika en op het Arabisch Schiereiland.

## Soorten
- Albuca abyssinica Jacq.
- Albuca acuminata Baker
- Albuca adlami Baker
- Albuca albucoides (Aiton) J.C.Manning & Goldblatt
- Albuca amboensis (Schinz) Oberm.
- Albuca amoena (Batt.) J.C.Manning & Goldblatt
- Albuca anisocrispa Mart.-Azorín & M.B.Crespo
- Albuca annulata Mart.-Azorín & M.B.Crespo
- Albuca arenosa J.C.Manning & Goldblatt
- Albuca aurea Jacq.
- Albuca autumnula (U.Müll.-Doblies & D.Müll.-Doblies) J.C.Manning & Goldblatt
- Albuca bakeri Mart.-Azorín & M.B.Crespo
- Albuca barbata (Jacq.) J.C.Manning & Goldblatt
- Albuca batteniana Hilliard & B.L.Burtt
- Albuca bifolia Baker
- Albuca bifoliata R.A.Dyer
- Albuca boucheri U.Müll.-Doblies
- Albuca bracteata (Thunb.) J.C.Manning & Goldblatt
- Albuca bruce-bayeri U.Müll.-Doblies
- Albuca buchananii Baker
- Albuca canadensis (L.) F.M.Leight.
- Albuca candida (Oberm.) J.C.Manning & Goldblatt
- Albuca caudata Jacq.
- Albuca chartacea (Mart.-Azorín, M.B.Crespo & A.P.Dold) J.C.Manning & Goldblatt
- Albuca chlorantha Welw. ex Baker
- Albuca ciliaris U.Müll.-Doblies
- Albuca clanwilliamae-gloria U.Müll.-Doblies
- Albuca collina Baker
- Albuca comosa (Welw. ex Baker) J.C.Manning & Goldblatt
- Albuca concordiana Baker
- Albuca consanguinea (Kunth) J.C.Manning & Goldblatt
- Albuca cooperi Baker
- Albuca corymbosa Baker
- Albuca costatula (U.Müll.-Doblies & D.Müll.-Doblies) J.C.Manning & Goldblatt
- Albuca craibii (Mart.-Azorín, M.B.Crespo & A.P.Dold) J.C.Manning & Goldblatt
- Albuca cremnophila van Jaarsv. & A.E.van Wyk
- Albuca crinifolia Baker
- Albuca crispa J.C.Manning & Goldblatt
- Albuca crudenii Archibald
- Albuca dalyae Baker
- Albuca darlingana U.Müll.-Doblies
- Albuca deaconii van Jaarsv.
- Albuca decipiens U.Müll.-Doblies
- Albuca deserticola J.C.Manning & Goldblatt
- Albuca dilucula (Oberm.) J.C.Manning & Goldblatt
- Albuca dinteri U.Müll.-Doblies
- Albuca donaldsonii Rendle
- Albuca dyeri (Poelln.) J.C.Manning & Goldblatt
- Albuca echinosperma U.Müll.-Doblies
- Albuca engleriana K.Krause & Dinter
- Albuca etesiogaripensis U.Müll.-Doblies
- Albuca fastigiata Dryand.
- Albuca fibrotunicata Gledhill & Oyewole
- Albuca flaccida Jacq.
- Albuca foetida U.Müll.-Doblies
- Albuca fragrans Jacq.
- Albuca gageoides K.Krause
- Albuca galeata Welw. ex Baker
- Albuca gariepensis J.C.Manning & Goldblatt
- Albuca gentilii De Wild.
- Albuca gethylloides (U.Müll.-Doblies & D.Müll.-Doblies) J.C.Manning & Goldblatt
- Albuca gildenhuysii (van Jaarsv.) van Jaarsv.
- Albuca glandulifera J.C.Manning & Goldblatt
- Albuca glandulosa Baker
- Albuca glauca Baker
- Albuca glaucifolia (U.Müll.-Doblies & D.Müll.-Doblies) J.C.Manning & Goldblatt
- Albuca goswinii U.Müll.-Doblies
- Albuca grandis J.C.Manning & Goldblatt
- Albuca hallii U.Müll.-Doblies
- Albuca hereroensis Schinz
- Albuca hesquaspoortensis U.Müll.-Doblies
- Albuca homblei De Wild.
- Albuca humilis Baker
- Albuca juncifolia Baker
- Albuca karachabpoortensis (U.Müll.-Doblies & D.Müll.-Doblies) J.C.Manning & Goldblatt
- Albuca karasbergensis Glover
- Albuca karooica U.Müll.-Doblies
- Albuca katangensis De Wild.
- Albuca kirkii (Baker) Brenan
- Albuca kirstenii (J.C.Manning & Goldblatt) J.C.Manning & Goldblatt
- Albuca knersvlaktensis (U.Müll.-Doblies & D.Müll.-Doblies) J.C.Manning & Goldblatt
- Albuca kundelungensis De Wild.
- Albuca lebaensis (van Jaarsv.) J.C.Manning & Goldblatt
- Albuca leucantha U.Müll.-Doblies
- Albuca longifolia Baker
- Albuca longipes Baker
- Albuca macowanii Baker
- Albuca malangensis Baker
- Albuca massonii Baker
- Albuca monarchos (U.Müll.-Doblies & D.Müll.-Doblies) J.C.Manning & Goldblatt
- Albuca monophylla Baker
- Albuca myogaloides Welw. ex Baker
- Albuca namaquensis Baker
- Albuca nana Schönland
- Albuca nathoana (U.Müll.-Doblies & D.Müll.-Doblies) J.C.Manning & Goldblatt
- Albuca navicula U.Müll.-Doblies
- Albuca nelsonii N.E.Br.
- Albuca nigritana (Baker) Troupin
- Albuca obtusa J.C.Manning & Goldblatt
- Albuca osmynella (U.Müll.-Doblies & D.Müll.-Doblies) J.C.Manning & Goldblatt
- Albuca ovata (Thunb.) J.C.Manning & Goldblatt
- Albuca papyracea J.C.Manning & Goldblatt
- Albuca paradoxa Dinter
- Albuca paucifolia (U.Müll.-Doblies & D.Müll.-Doblies) J.C.Manning & Goldblatt
- Albuca pearsonii (F.M.Leight.) J.C.Manning & Goldblatt
- Albuca pendula B.Mathew
- Albuca pendulina (U.Müll.-Doblies & D.Müll.-Doblies) J.C.Manning & Goldblatt
- Albuca pentheri (Zahlbr.) J.C.Manning & Goldblatt
- Albuca polyodontula (U.Müll.-Doblies & D.Müll.-Doblies) J.C.Manning & Goldblatt
- Albuca polyphylla Baker
- Albuca prasina (Ker Gawl.) J.C.Manning & Goldblatt
- Albuca prolifera J.H.Wilson
- Albuca psammophora (U.Müll.-Doblies & D.Müll.-Doblies) J.C.Manning & Goldblatt
- Albuca pseudobifolia Mart.-Azorín & M.B.Crespo
- Albuca pulchra (Schinz) J.C.Manning & Goldblatt
- Albuca rautanenii (Schinz) J.C.Manning & Goldblatt
- Albuca recurva (Oberm.) J.C.Manning & Goldblatt
- Albuca riebeekkasteelberganula U.Müll.-Doblies
- Albuca robertsoniana U.Müll.-Doblies
- Albuca rogersii Schönland
- Albuca roodeae (E.Phillips) J.C.Manning & Goldblatt
- Albuca rupestris Hilliard & B.L.Burtt
- Albuca sabulosa (U.Müll.-Doblies & D.Müll.-Doblies) J.C.Manning & Goldblatt
- Albuca scabrocostata (U.Müll.-Doblies & D.Müll.-Doblies) J.C.Manning & Goldblatt
- Albuca scabromarginata De Wild.
- Albuca schinzii Baker
- Albuca schlechteri Baker
- Albuca schoenlandii Baker
- Albuca secunda (Jacq.) J.C.Manning & Goldblatt
- Albuca seineri (Engl. & K.Krause) J.C.Manning & Goldblatt
- Albuca semipedalis Baker
- Albuca setosa Jacq.
- Albuca shawii Baker
- Albuca somersetianum
- Albuca spiralis L.f.
- Albuca stapffii (Schinz) J.C.Manning & Goldblatt
- Albuca steudneri Schweinf. & Engl.
- Albuca strigosula (U.Müll.-Doblies & D.Müll.-Doblies) J.C.Manning & Goldblatt
- Albuca stuetzeliana (U.Müll.-Doblies & D.Müll.-Doblies) J.C.Manning & Goldblatt
- Albuca suaveolens (Jacq.) J.C.Manning & Goldblatt
- Albuca subglandulosa (U.Müll.-Doblies & D.Müll.-Doblies) J.C.Manning & Goldblatt
- Albuca subspicata Baker
- Albuca sudanica A.Chev.
- Albuca tenuifolia Baker
- Albuca tenuis Knudtzon
- Albuca thermarum van Jaarsv.
- Albuca tortuosa Baker
- Albuca toxicaria (C.Archer & R.H.Archer) J.C.Manning & Goldblatt
- Albuca trachyphylla U.Müll.-Doblies
- Albuca tubiformis (Oberm.) J.C.Manning & Goldblatt
- Albuca unifolia (Retz.) J.C.Manning & Goldblatt
- Albuca unifoliata G.D.Rowley
- Albuca variegata De Wild.
- Albuca villosa U.Müll.-Doblies
- Albuca virens (Lindl.) J.C.Manning & Goldblatt
- Albuca viscosa L.f.
- Albuca vittata Ker Gawl.
- Albuca volubilis (H.Perrier) J.C.Manning & Goldblatt
- Albuca watermeyeri (L.Bolus) J.C.Manning & Goldblatt
- Albuca weberlingiorum U.Müll.-Doblies
- Albuca xanthocodon Hilliard & B.L.Burtt
- Albuca yerburyi Ridl.
- Albuca zebrina Baker
- Albuca zenkeri Engl.